# ピーア軒
ピーア軒（ピーアけん）は、新潟市中央区白山浦にある洋食レストランである。経営は株式会社ピーア軒がおこなっている。1923年（大正12年）に間松太郎が創業。

## 創業の沿革
1874年（明治7年）に来日したイタリア人・ピエトロ・ミリオーレが開業した西洋料理店のイタリア軒において、ミリオーレに師事し1912年（明治45年）から13年の長きに渡り修行した後、1923年（大正12年）に独立し白山浦にピーア軒を創業した。尚、ピーアは師であるミリオーレが間松太郎に対して付けた愛称が由来。

## 概要
- 所在地 - 新潟県新潟市中央区白山浦1-631
- 席数 - 125
- レストラン - 1Fテーブル席が40席
- 宴会場等 - 2F中広間（20畳16席）・個室(8畳3室)、3F大広間（42畳60席）を完備。いずれも座敷。

このほか新潟市役所本館2階に、喫茶店「カフェテラス・ピーア」を出店している。

## 特徴
スパゲティ、ピザ、グラタン、ハンバーグ、シチュー、カレーなど多くの洋食を中心だが、和食メニューも取り揃えられており、和洋折衷織り交ぜたコース料理などもあり、宴会や法事などの会場としても使われている。また仕出しの弁当や、レトルト食品なども取り扱っている。
また2007年（平成19年）にはHPを開設し、新潟市の老舗の洋食レストランとして存在感をしめしている。